# Presa de Marib

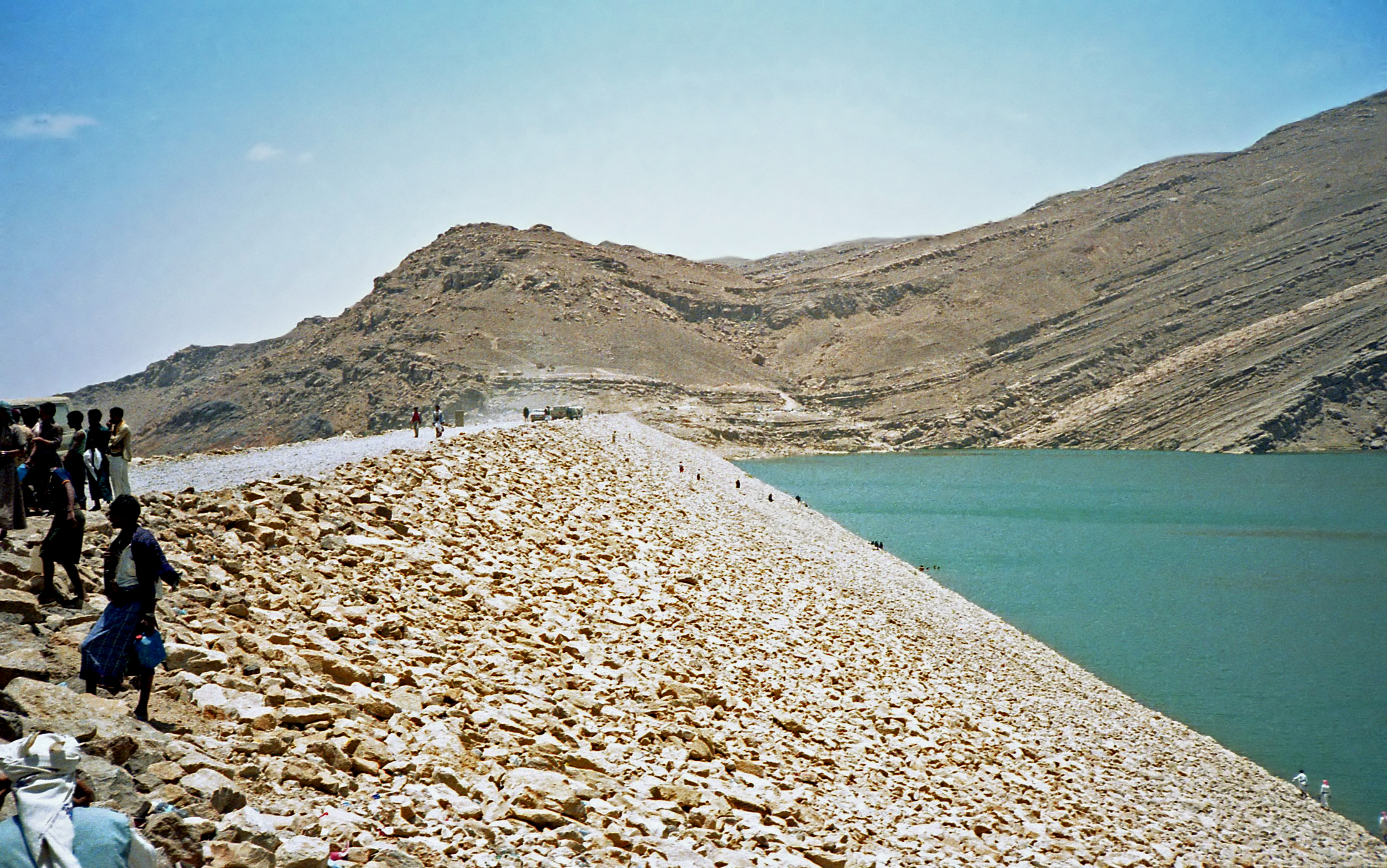
Presa de Marib actual en 1986.

La Presa de Marib, Ma'rib o Ma'arib (en árabe سدّ مأرب, transliterado sadd Ma'rib o sudd Ma'rib) bloquea el uadi del río Adhanah (también Dhana o Adhana) en el valle de Dhana en la colinas de Balaq, actual Yemen.
Probablemente, su primera construcción como tal provenga del siglo XVIII a. C., alcanzando 4 m de altura y 580 m de longitud y llegó a los 7 m alrededor del 500 a. C. Fue una de las maravillas de ingeniería del mundo antiguo, y un elemento referencial en la civilización de Arabia Meridional. Está situada en las proximidades de la antigua capital del Reino de Saba, Marib, de ahí su nombre y ahora, cerca de una presa moderna.
Las ruinas de esta presa datan principalmente de alrededor del siglo VIII a. C. y son los restos que quedaron después de su famoso derrumbe catastrófico que se produjo después de otras fallas anteriores a principios del siglo VII, lo que provocó que se abandonara su uso.
También hay otras importantes presas antiguas en el territorio de la actual Yemen como la de Jufaynah, la de Jarid, la de Aḑra'ah, la de Miqrān y la de Yath'ān. Históricamente, Yemen ha sido reconocido por la magnificencia de su antigua ingeniería del agua. Desde la costa del Mar Rojo a los límites del desierto de Rub al-Jali son numerosas las ruinas de pequeñas y grandes presas hechas con tierra y piedra. Esto permitió aflorar brillantemente civilizaciones como las del Reino de Saba.

## Gran Presa de Marib
Recientes campañas arqueológicas han sugerido que ya en el año 2000 a. C. existían simples esbozos de presas construidas con tierra y una red de canales. La Gran Presa se remonta a alrededor del siglo VIII a. C. y está considerada la presa más antigua conocida del mundo.
La Gran Presa de Marib, también llamada Presa de 'Arim (سدّ العرم, sadd al-ˁArim) está situada aguas arriba de la antigua ciudad de Marib, antigua capital del Reino de Saba. Este reino basaba su riqueza, sobre todo, en el cultivo y comercio de especias y perfumes, incluyendo el incienso y la mirra. Con los sistemas de irrigación a base de canales y presas que retenían las periódicas lluvias monzónicas que caían en las cercanas montañas, conseguían gran productividad en sus bosques y agricultura.

### Destrucción final de la presa
Aunque a lo largo de su historia se habían producido, con más o menos fortuna, trabajos de mantenimiento en la presa, se produjeron numerosas fallas, notablemente las de los años 449, 450, 542 y 548. La última ruptura, que produjo su definitiva clausura fue hacia el 570 o 575. Leyendas locales cuentan que su final había sido predicho por un rey llamado ‘Imrān, que también era adivino, y más tarde por la esposa del rey. En la leyenda, la ruptura fue causada por grandes ratas que roían con los dientes y arañaban con sus garras. El acontecimiento de la destrucción de la presa de Marib fue un suceso histórico, al que se alude en el Corán:

لَقَدْ كَانَ لِسَبَإٍ فِي مَسْكَنِهِمْ آيَةٌ ۖ جَنَّتَانِ عَن يَمِينٍ وَشِمَالٍ ۖ كُلُوا مِن رِّزْقِ رَبِّكُمْ وَاشْكُرُوا لَهُ ۚ بَلْدَةٌ طَيِّبَةٌ وَرَبٌّ غَفُورٌ، فَأَعْرَضُوا فَأَرْسَلْنَا عَلَيْهِمْ سَيْلَ الْعَرِمِ وَبَدَّلْنَاهُم بِجَنَّتَيْهِمْ جَنَّتَيْنِ ذَوَاتَيْ أُكُلٍ خَمْطٍ وَأَثْلٍ وَشَيْءٍ مِّن سِدْرٍ قَلِيلٍ

"Había en el lugar donde moraba la tribu de los Saba una señal, dos jardines uno a la derecha y otro a la izquierda. [Se les dijo]: 'Comed de lo dispuesto por vuestro Señor y dadle las gracias. Tenéis una buena tierra, y un Señor que perdona. Pero se negaron, por lo que enviamos sobre ellos la inundación de la presa, y reemplazamos sus dos jardines con jardines de fruta amarga, tamariscos y algún azufaifo (Sidrat al-Muntaha)."

Este episodio sirve como advertencia a las personas que intentan dejar el camino recto, alejándose de la creencia en un solo Dios, Alá. Según la tradición árabe, la inundación y la consiguiente ruina del sistema de riego se traduciría en el abandono de las tierras agrícolas y la emigración de la mayoría de los habitantes de la zona. De hecho, historiadores árabes atribuyen a esta catástrofe la dispersión de hasta 50.000 habitantes de las tribus árabes y su redistribución en la Península arábiga y la zona sirio-iraquí.

### El bombardeo de 2015
En junio de 2015, el yacimiento arqueológico que contiene los restos de la presa fue duramente golpeado por los bombardeos aéreos de las fuerzas armadas saudíes que participaban en apoyo a las fuerzas leales al presidente yemení 'Abd Rabbih Mansur Hadi contra los rebeldes chiitas Houthi. Según arqueólogos del Instituto Arqueológico Alemán, el ataque aéreo habría afectado, al cierre norte, hasta ahora el mejor conservado.

## La presa actual
En 1986 se construyó una nueva presa de 38 metros de altura y 763 metros de largo sobre el río Dhana, con una capacidad de embalse de 398 millones de metros cúbicos de agua. La presa se encuentra a 3 km aguas arriba de las ruinas de la antigua presa de Marib.